# Герб Усвятского района
Герб муниципального образования Усвя́тский райо́н Псковской области Российской Федерации — опознавательно-правовой знак, служащий официальным символом муниципального образования.
Герб утверждён решением Собрания депутатов Усвятского района № 56 от 7 августа 2003 года.
Герб внесён в Государственный геральдический регистр Российской Федерации под регистрационным номером 889.

## Описание герба
«В чёрном поле на серебряном холме, обременённом чешуйчато изогнутым лазоревым (синим, голубым) поясом — храм, увенчанный тремя главками под четырёхконечными крестами серебряный, и поверх него- червлёный (красный) древнерусский (миндалевидный) щит, обременённый золотым солнцем (без изображения лица), положенный на двух золотых копьях накрест с золотыми мечом и саблей, обращёнными остриями вниз».
Герб может воспроизводиться в двух равнодопустимых версиях: без вольной части; с вольной частью — четырёхугольником, примыкающим изнутри к верхнему краю герба муниципального образования «Усвятский район» с воспроизведёнными в нём фигурами герба Псковской области. Версия герба с вольной частью применяется после внесения герба Псковской области в Государственный геральдический регистр Российской Федерации и соответствующего законодательного закрепления порядка включения в гербы муниципальных образований Псковской области вольной части с изображением герба Псковской области.

## Обоснование символики
Герб муниципального образования «Усвятский район» многозначен.
Красный цвет в геральдике символизирует труд, жизнеутверждающую силу, мужество, праздник, красоту.
Размещение солнца на щите — одна из основных традиций украшения щита древнерусских воинов. Солнце у славян было символом жизни, тепла, света, благополучия, покровительства и могущества.
Золото в геральдике символизирует богатство, справедливость, уважение, великодушие.
Крепость, являясь историческим памятником, символизирует славное военное прошлое усвятичей.
Серебро в геральдике — символ простоты, совершенства, мудрости, благородства, мира и взаимного сотрудничества.
Лазоревый пояс показывает географическое расположение района между двух озёр Узмень и Усвят, соединённых широкой протокой (озеро Городечное).
Щит, копья, меч, сабля говорят о многочисленных военных действиях, проходивших на территории современного Усвятского района, в результате которых усвятская земля, как выгодное для фортификации место, была постоянной спорной территорией между Литвой (Польшей) и Россией, не раз переходила к литовским, польским завоевателям. В годы Великой Отечественной войны, ставшей тяжелым испытанием для Усвятского района, по посёлку Усвяты проходила линия фронта.
Чёрный цвет поля символизирует мудрость и постоянство в испытаниях.

## История герба
Первоначально герб района был утверждён 18 октября 2001 года, в феврале 2002 года было опубликовано Положение о гербе муниципального образования «Усвятский район» Псковской области.
7 августа 2003 года были утверждены ныне действующий герб и его новое описание.
Герб разработан при содействии Союза геральдистов России.
Авторы герба: идея герба — Александр Матвеев (п. Усвяты); геральдическая доработка — Константин Мочёнов (Химки); художник — Роберт Маланичев (Москва); обоснование символики — Галина Туник (Москва); компьютерный дизайн — Юрий Коржик (Воронеж).